# Leptogenys nuserra
Leptogenys nuserra är en myrart som beskrevs av Bolton 1975. Leptogenys nuserra ingår i släktet Leptogenys och familjen myror. Inga underarter finns listade i Catalogue of Life.